# Неробергский фуникулёр
Неробергский фуникулёр (нем. Nerobergbahn) — фуникулёр, соединяющий районы Висбадена Неродол и Нероберг. Был открыт в 1888 году.

## История
В 1886 году была подана заявка на постройку канатной дороги, работающую на водяном балласте.
В 1895 году железная дорога перешла к недавно основанной Süddeutsche Eisenbahn-Gesellschaft (SEG), которая также управляла трамваями Висбадена. В 1923 году деятельность была временно приостановлена по экономическим причинам и возобновлена через два года. В 1939 году Maschinenfabrik Esslingen, уже построившая железную дорогу, получила заказ на постройку более крупных вагонов (на 75 человек) и перевод системы на электрический привод. В 1944 году Неробергский фуникулёр пришлось закрыть из-за повреждений, нанесенных войной. После ремонта в 1946 году был закрыт до 1948 года.
В 1962 году машиностроительный завод в Эсслингене отремонтировал балластные цистерны. В 1972 году пути были отремонтированы, а две машины были окрашены, чтобы они напоминали их первоначальный вид.

## Технические характеристики
- Длина: 438 метров
- Высота: 80 метров
- Максимальный уклон: 26 %
- Число кабин: 2
- Вместимость кабины: 50 пассажиров
- Конфигурация: Одиночная колея с разъездом
- Максимальная скорость: 2 метра в секунду
- Ширина колеи: 1 метр
- Привод: водяной балласт